# Omphalotus japonicus
Omphalotus japonicus är en svampart som först beskrevs av Kawam., och fick sitt nu gällande namn av Kirchm. & O.K. Mill. 2002. Omphalotus japonicus ingår i släktet Omphalotus och familjen Marasmiaceae.   Inga underarter finns listade i Catalogue of Life.

## Bildgalleri

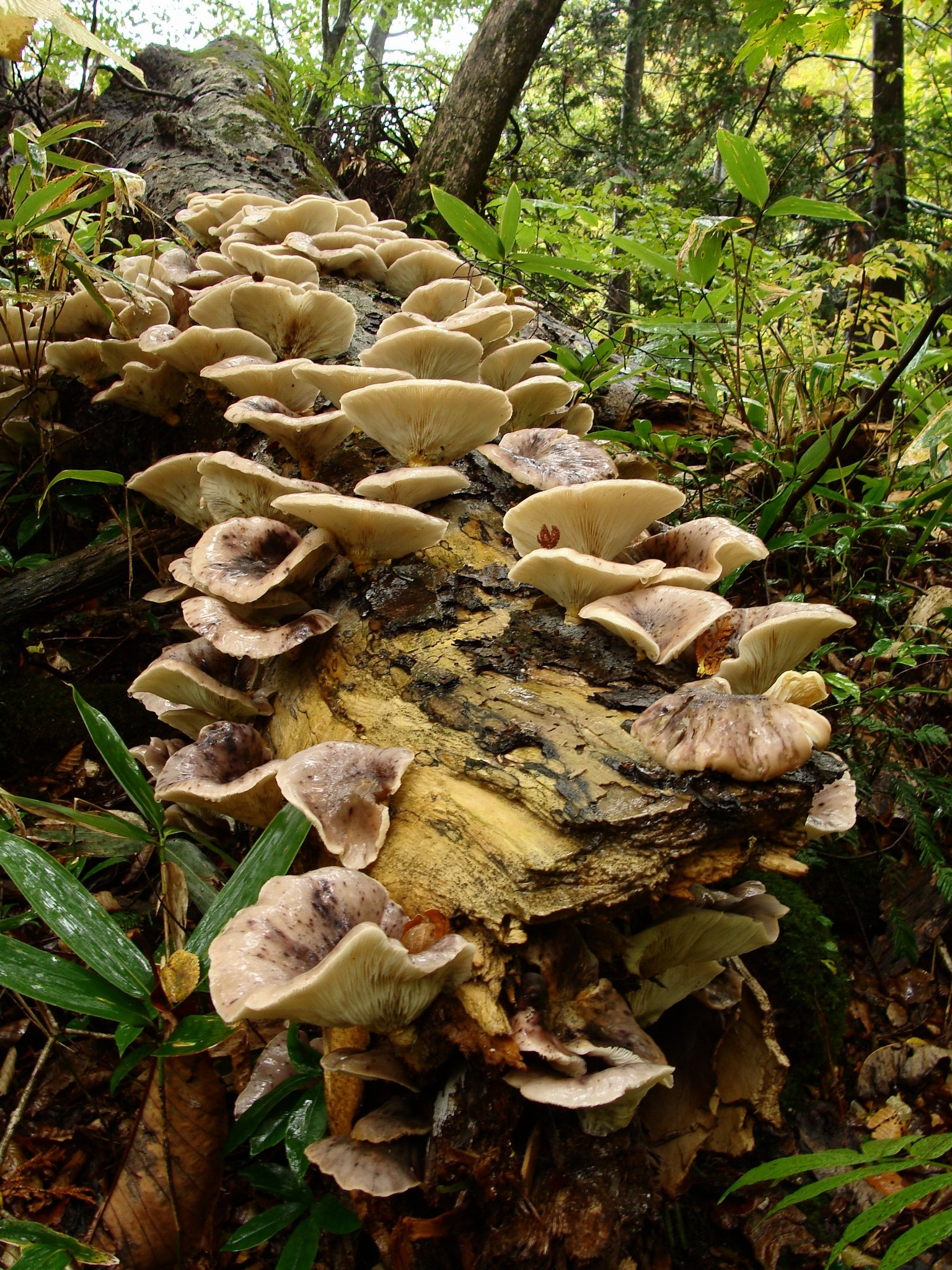
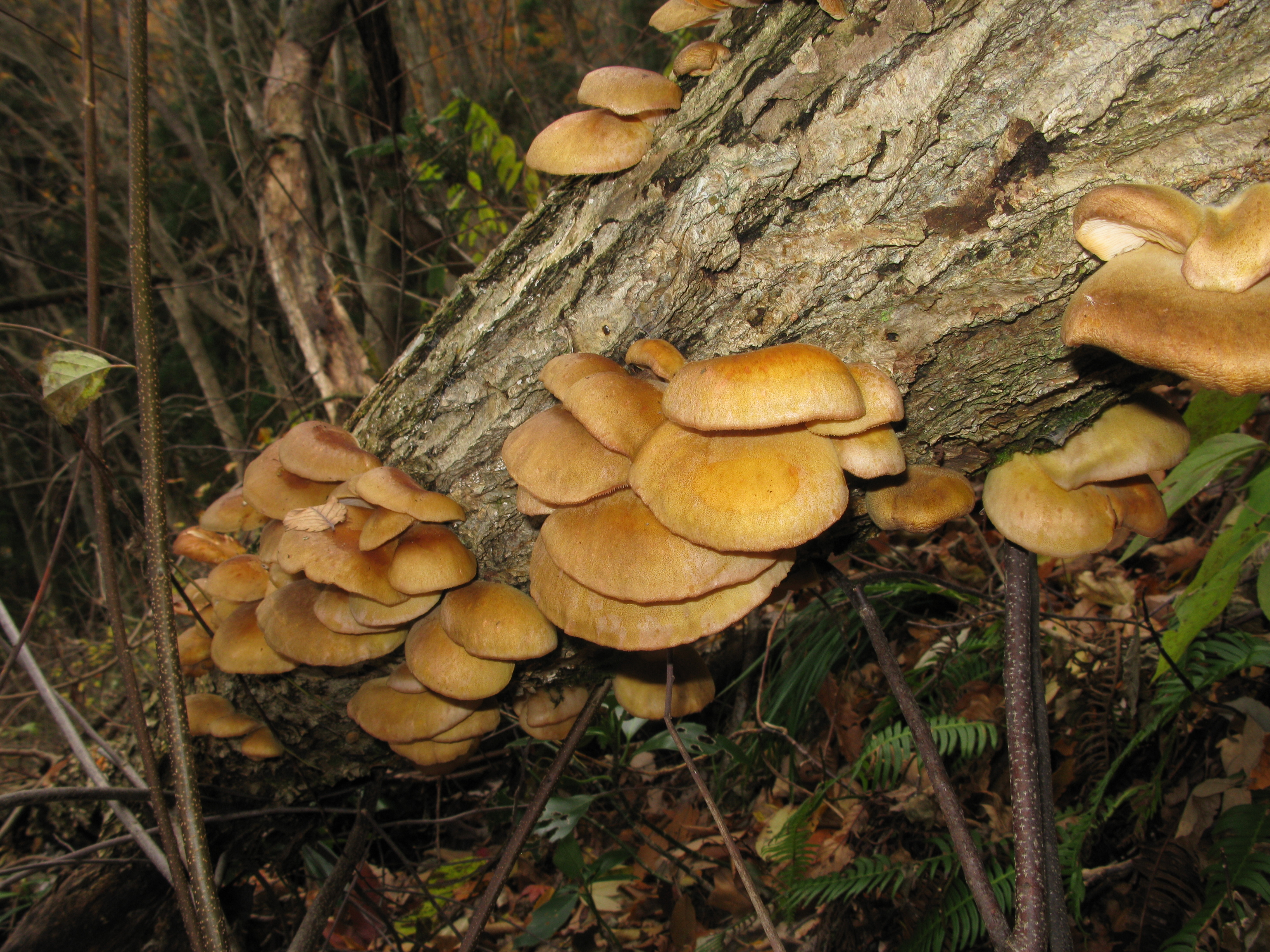
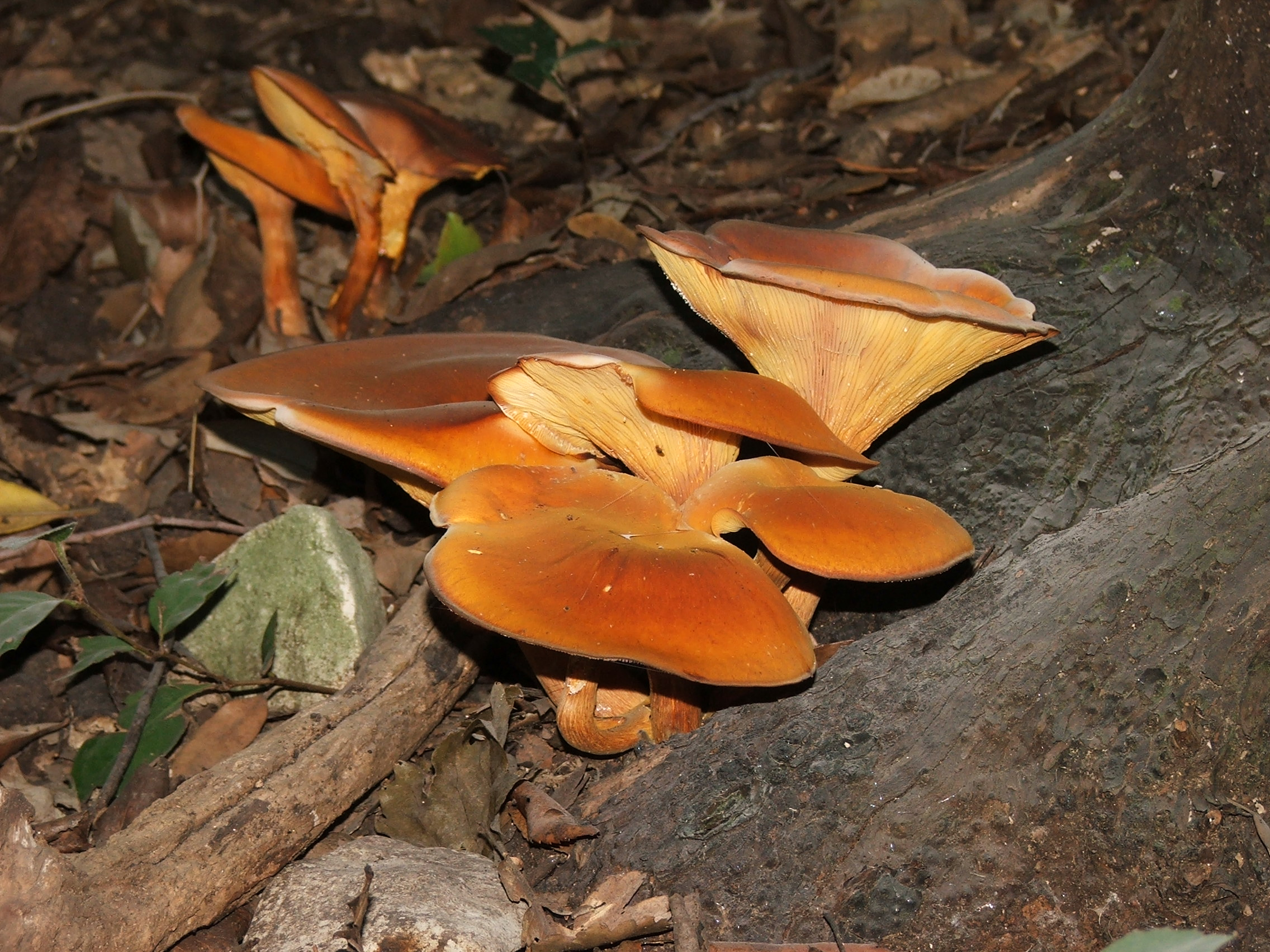